# 暖泉华严寺
暖泉华严寺又称大寺，清代又名崇教寺，是中华人民共和国河北省张家口市蔚县暖泉镇的佛教寺院。现为全国重点文物保护单位。暖泉华严寺的历史可追溯至唐代，至晚在明代洪武三十二年（1399年）便已修建。暖泉华严寺占地3400平方米，现存建筑包括前殿、后殿、东、西配殿。前、后殿殿内有主题多样的天花、彩绘，前殿存有约90平方米的水陆壁画。

## 历史
暖泉华严寺的始建年代可追溯至唐代。不过寺中原有落款为“大明洪武三十二年”的牌匾，明洪武三十二年（1399年）在一些来源中也被视为创建年代或重建年代。清代光绪年间历经重修。1993年7月，暖泉华严寺被列入河北省第三批文物保护单位。21世纪之前，暖泉华严寺作为暖泉镇的粮库使用。2006年5月，中华人民共和国国务院将暖泉华严寺列入第六批全国重点文物保护单位。2014年，蔚县从多方筹资超1100万元人民币，对包括暖泉华严寺在内的文物保护单位进行修缮。

## 地望
暖泉华严寺位于中华人民共和国河北省张家口市蔚县暖泉镇东南，寺前有直径15米的圆形石砌水池——佛镜（佛爷镜），作为放生池存在。暖泉镇之暖泉可能得名于水池佛镜。历史上，暖泉华严寺山门与佛镜间为通向京晋二地的官道。

## 形制
暖泉华严寺占地面积约3400平方米，建筑面积450平方米，坐北向南。原有山门、天王殿、过殿、大雄宝殿、钟鼓楼、配殿、禅房等建筑，现山门、钟鼓楼等已毁，前殿、东、西配殿、后殿（大雄宝殿）仍自南向北分布在寺内。暖泉华严寺所有建筑为砖木结构。其中前殿位于高一米有余的砖砌台基上，通高八米。建筑面阔三间，九檩四柱，七架梁且前后为单步梁。为单檐布瓦歇山顶，屋檐有五踩单昂斗拱。殿内藻井有天花彩绘，其中明间绘有四爪龙，次间绘有彩凤、白鹭，前后廊绘有仙鹤。前殿内墙存水陆画，面积90平方米左右，绘制年代为清代。其中东、西两壁的水陆壁画共有100幅，主题为“法界、四圣、六凡”等众生相。北壁绘有佛教十大明王。
后殿（大雄宝殿）为暖泉华严寺的核心建筑，面阔五间，进深三间，七架梁且前后为单步梁。为单檐布瓦歇山顶，屋檐有五踩重昂斗拱，正脊为雕有牡丹、向日葵等图案的砖雕花脊。殿内彻上明造，梁、架有遍装彩绘，图案包括彩龙、麒麟、狮子、花卉等。东、西配殿位于后院，各三间，为布瓦硬山顶，存砖雕、木雕。